# Bahnstrecke Zaandam–Enkhuizen
| Ein Intercity auf dem Weg nach Enkhuizen |                                                   |                                 |                                 |
| |                                                   |                                 |                                 |
| Streckenlänge: | 49,8 km                                           |                                 |                                 |
| Spurweite: | 1435 mm (Normalspur)                              |                                 |                                 |
| Stromsystem: | 1,5 kV =                                          |                                 |                                 |
| Streckengeschwindigkeit: | Zaandam–Hoorn: 140 km/h Hoorn–Enkhuizen: 100 km/h |                                 |                                 |
| Zweigleisigkeit: | Zaandam–Hoorn Kersenboogerd                       |                                 |                                 |
| |                                                   |                                 |                                 |
| Streckenverlauf |                                                   |                                 |                                 |
| \| \| \| von Amsterdam \| \| \| \| 0,000 \| Zaandam \| Zaandam \| \| \| \| nach Alkmaar \| \| \| \| 1,776 \| Zaanbrug \| Zaanbrug \| \| \| \| Zaan \| \| \| \| 2,370 \| Zaandam Kogerveld \| Zaandam Kogerveld \| \| \| \| Rijksweg 8 \| \| \| \| \| Rijksweg 7 \| \| \| \| 4,765 \| Oostzaan \| Oostzaan \| \| \| 11,500 \| Purmerend Weidevenne \| Purmerend Weidevenne \| \| \| \| Noordhollandsch Kanaal \| \| \| \| 13,136 \| Purmerend \| Purmerend \| \| \| \| De Where \| \| \| \| 13,700 \| Wherebrug \| Wherebrug \| \| \| 14,624 \| Purmerend Overwhere \| Purmerend Overwhere \| \| \| 16,500 \| Kwadijk \| Kwadijk \| \| \| \| nach Volendam \| \| \| \| 20,100 \| Middelie \| Middelie \| \| \| 23,100 \| Oosthuizen \| Oosthuizen \| \| \| 25,800 \| Schardam \| Schardam \| \| \| 27,550 \| Avenhorn \| Avenhorn \| \| \| \| von Alkmaar \| \| \| \| 32,483 \| Hoorn \| Hoorn \| \| \| \| Museumseisenbahn nach Medemblik \| \| \| \| 34,855 \| Hoorn Kersenboogerd \| Hoorn Kersenboogerd \| \| \| \| nach Bovenkarspel-Grootebroek \| \| \| \| 36,625 \| Blokker \| Blokker \| \| \| 39,400 \| Westwoud \| Westwoud \| \| \| 42,713 \| Hoogkarspel \| Hoogkarspel \| \| \| 45,200 \| Lutjebroek \| Lutjebroek \| \| \| \| von Hoorn \| \| \| \| 46,397 \| Bovenkarspel-Grootebroek \| Bovenkarspel-Grootebroek \| \| \| 47,600 \| Bovenkarspel Flora \| Bovenkarspel Flora \| \| \| 50,000 \| Enkhuizen \| Enkhuizen \| \| \| \| Fähre nach Stavoren \| \| |                                                   |                                 |                                 |
| Strecke |                                                   | von Amsterdam                   | von Amsterdam                   |
| Bahnhof | 0,000                                             | Zaandam                         | Zaandam                         |
| Abzweig geradeaus und nach links |                                                   | nach Alkmaar                    | nach Alkmaar                    |
| ehemaliger Haltepunkt / Haltestelle | 1,776                                             | Zaanbrug                        | Zaanbrug                        |
| Brücke über Wasserlauf |                                                   | Zaan                            | Zaan                            |
| Bahnhof | 2,370                                             | Zaandam Kogerveld               | Zaandam Kogerveld               |
| Strecke mit Straßenbrücke |                                                   | Rijksweg 8                      | Rijksweg 8                      |
| Strecke mit Straßenbrücke |                                                   | Rijksweg 7                      | Rijksweg 7                      |
| ehemaliger Bahnhof | 4,765                                             | Oostzaan                        | Oostzaan                        |
| Haltepunkt / Haltestelle | 11,500                                            | Purmerend Weidevenne            | Purmerend Weidevenne            |
| Brücke über Wasserlauf |                                                   | Noordhollandsch Kanaal          | Noordhollandsch Kanaal          |
| Bahnhof | 13,136                                            | Purmerend                       | Purmerend                       |
| Brücke über Wasserlauf |                                                   | De Where                        | De Where                        |
| ehemaliger Haltepunkt / Haltestelle | 13,700                                            | Wherebrug                       | Wherebrug                       |
| Bahnhof | 14,624                                            | Purmerend Overwhere             | Purmerend Overwhere             |
| ehemaliger Bahnhof | 16,500                                            | Kwadijk                         | Kwadijk                         |
| Abzweig geradeaus und ehemals nach rechts |                                                   | nach Volendam                   | nach Volendam                   |
| ehemaliger Haltepunkt / Haltestelle | 20,100                                            | Middelie                        | Middelie                        |
| ehemaliger Bahnhof | 23,100                                            | Oosthuizen                      | Oosthuizen                      |
| ehemaliger Haltepunkt / Haltestelle | 25,800                                            | Schardam                        | Schardam                        |
| ehemaliger Bahnhof | 27,550                                            | Avenhorn                        | Avenhorn                        |
| Abzweig geradeaus und von links |                                                   | von Alkmaar                     | von Alkmaar                     |
| Bahnhof | 32,483                                            | Hoorn                           | Hoorn                           |
| Abzweig geradeaus und nach links |                                                   | Museumseisenbahn nach Medemblik | Museumseisenbahn nach Medemblik |
| Bahnhof | 34,855                                            | Hoorn Kersenboogerd             | Hoorn Kersenboogerd             |
| Abzweig geradeaus und ehemals von links |                                                   | nach Bovenkarspel-Grootebroek   | nach Bovenkarspel-Grootebroek   |
| ehemaliger Haltepunkt / Haltestelle | 36,625                                            | Blokker                         | Blokker                         |
| ehemaliger Bahnhof | 39,400                                            | Westwoud                        | Westwoud                        |
| Bahnhof | 42,713                                            | Hoogkarspel                     | Hoogkarspel                     |
| ehemaliger Haltepunkt / Haltestelle | 45,200                                            | Lutjebroek                      | Lutjebroek                      |
| Abzweig geradeaus und ehemals von rechts |                                                   | von Hoorn                       | von Hoorn                       |
| Bahnhof | 46,397                                            | Bovenkarspel-Grootebroek        | Bovenkarspel-Grootebroek        |
| Haltepunkt / Haltestelle | 47,600                                            | Bovenkarspel Flora              | Bovenkarspel Flora              |
| Kopfbahnhof Strecke ab hier außer Betrieb | 50,000                                            | Enkhuizen                       | Enkhuizen                       |
| Eisenbahnfähre (Strecke außer Betrieb) |                                                   | Fähre nach Stavoren             | Fähre nach Stavoren             |

Die Bahnstrecke Zaandam – Enkhuizen ist eine Bahnstrecke in der niederländischen Provinz Nordholland. Die etwa 50 Kilometer lange Strecke führt von Zaandam über Hoorn nach Enkhuizen und wurde 1860 als Abzweig der Bahnstrecke Amsterdam – Den Helder eröffnet. An der Strecke sind im Laufe der Zeit verschiedene neue Vorstadtbahnhöfe errichtet worden.

## Geschichte

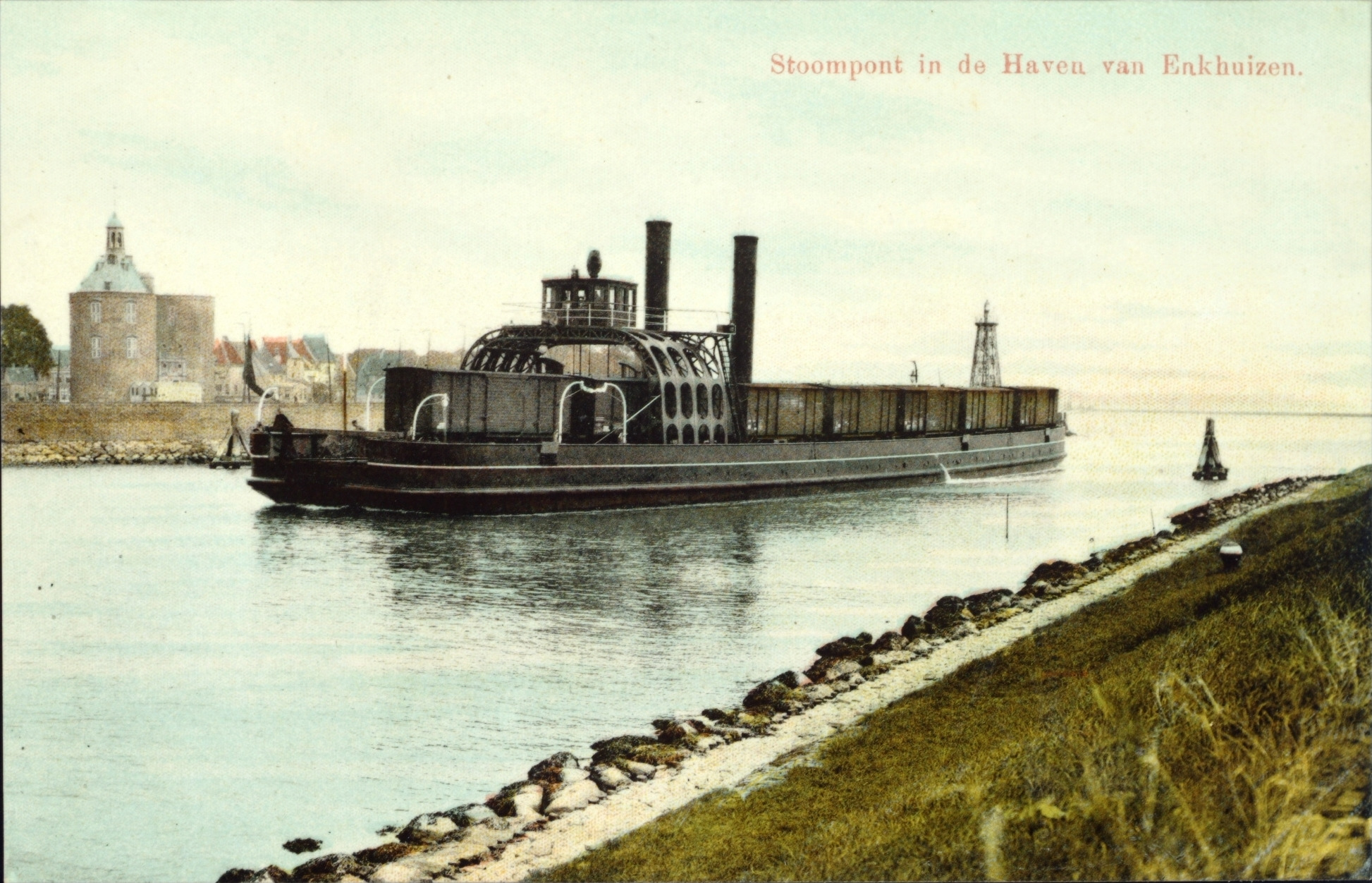
Fährschiff in Enkhuizen, um 1907

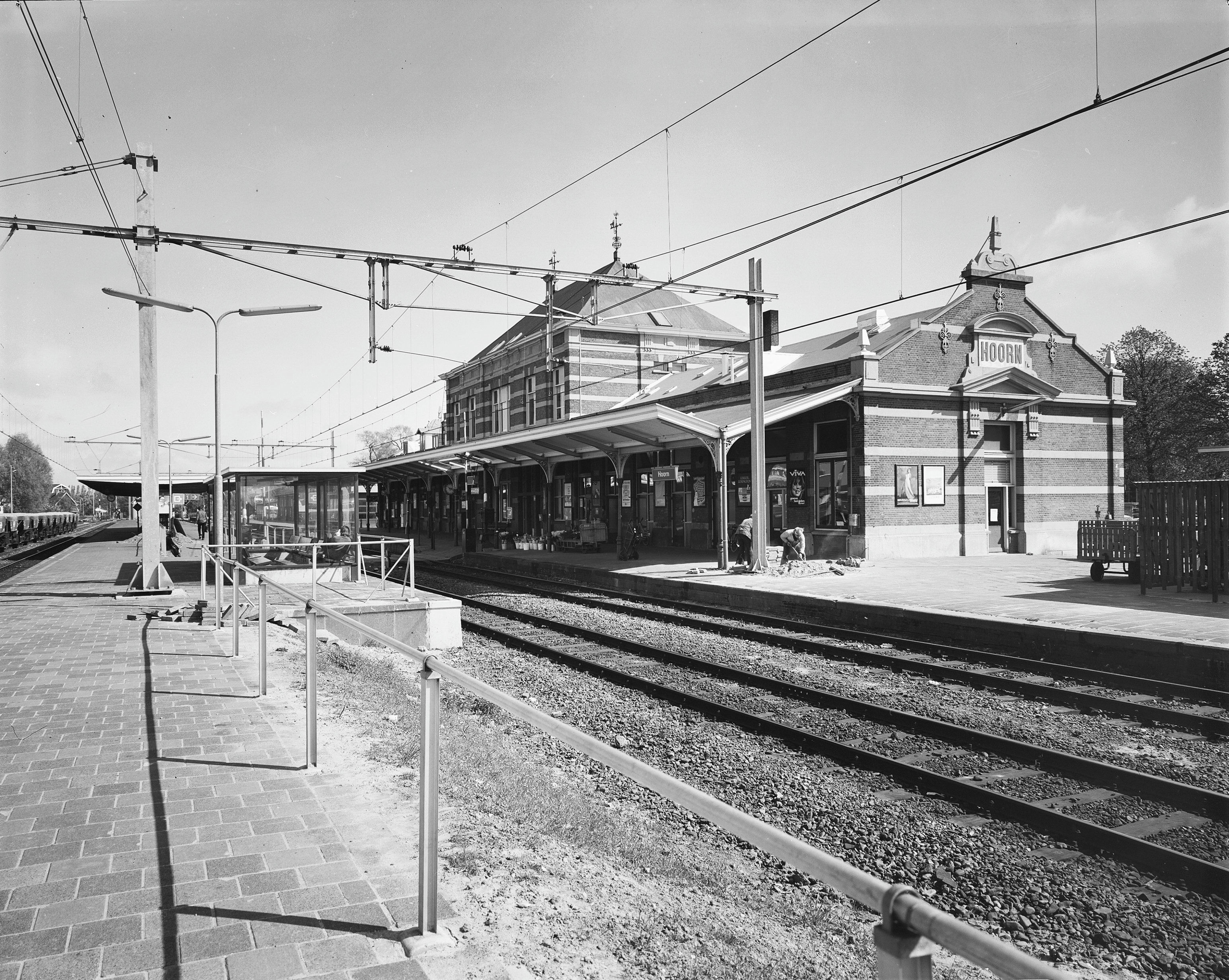
Bahnhof Hoorn, 1974

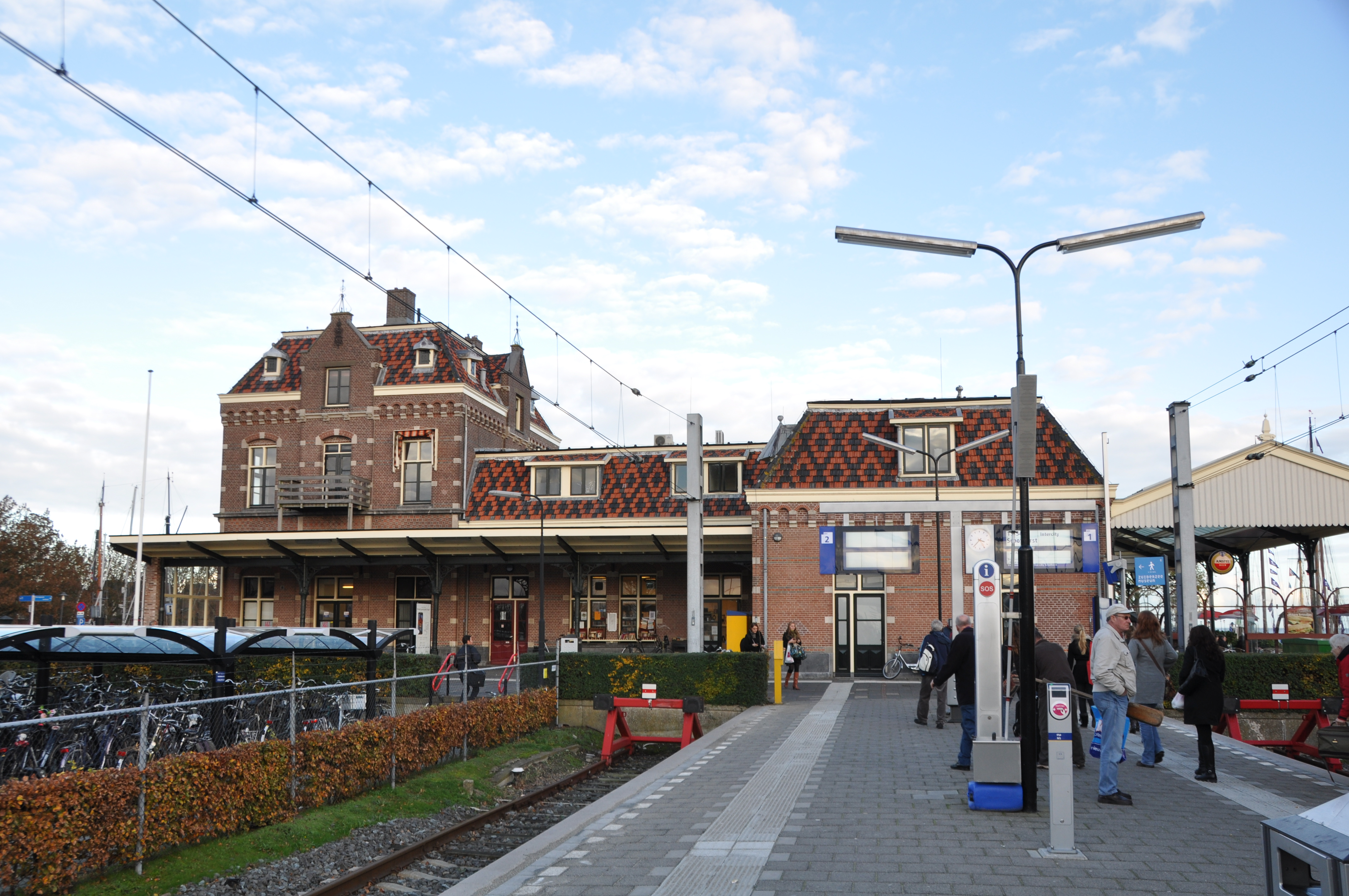
Bahnhof Enkhuizen, 2010

Die Strecke wurde am 20. Mai 1884 zwischen Zaandam und Hoorn eröffnet, der Abschnitt von Hoorn nach Enkhuizen war ab dem 6. Juni 1885 in Betrieb. Die Betriebsführung oblag der Hollandsche IJzeren Spoorweg-Maatschappij (HIJSM). Zusammen mit der von der HIJSM finanzierten Eisenbahnfähre Enkhuizen–Stavoren und der Bahnstrecke Leeuwarden–Stavoren ergab sich eine direkte Verbindung von Amsterdam in die nördlichen Niederlande. Die Eisenbahnfährverbindung zwischen Enkhuizen und Stavoren ging 1886 in Betrieb. Während in Enkhuizen ein bequemer Übergang zwischen der Bahn und der Fähre bestand, war die Situation in Stavoren unbefriedigender, da die Anschlussstrecke von der konkurrierenden Maatschappij tot Exploitatie van Staatsspoorwegen betrieben wurde. 1890 übernahm die HIJSM die Betriebsführung auf der Strecke nach Leeuwarden, womit eine kürzere Verbindung zwischen Amsterdam und Leeuwarden bestand. Ab 1896 ging die Betriebsführung der Fähre ebenfalls auf die HIJSM über, drei Jahre darauf beschaffte diese das erste Eisenbahnfährschiff zum Übersetzen von Wagen. Nach dem Zusammenschluss von HIJSM und Staatsspoorwegen zur späteren Nederlandse Spoorwegen (NS) im Jahr 1917 nahm die Bedeutung der Fährverbindung ab. Nach dem Bau des weiter nördlich gelegenen Abschlussdeiches hatte die Strecke nur noch eine regionale Bedeutung, die NS stellten den Trajektverkehr 1936 ein. Bis 1963 hielt die NS die Fährverbindung mit herkömmlichen Personenschiffen aufrecht, seither übernahm ein privater Betreiber diese Aufgabe. Mit der Aufgabe des Trajektverkehrs wurden zeitgleich mehrere Zwischenbahnhöfe und Haltepunkte geschlossen.
Die Bevölkerungszunahme in der Region, insbesondere in Hoorn und Purmerend, in den 1960er Jahren führte zu einer gesteigerten Nachfrage, infolge derer 1974 die Strecke elektrifiziert wurde. Ende 1982 war der Abschnitt Zaandam – Purmerend zweigleisig ausgebaut, ein halbes Jahr später der Abschnitt Avenhorn – Hoorn. Es folgten 1986 der Abschnitt Purmerend Overwhere – Avenhoorn und 1993 der Abschnitt Hoorn – Hoorn Kersenboogerd. Zwischen 1971 wurden zudem mehrere Stationen neu in Betrieb genommen: Purmerend Overwhere (1971), Bovenkarspel Flora (1977), Hoorn Kersenboogerd (1986), Zaandam Kogerveld (eröffnet 1989) und Purmerend Weidevenne (eröffnet am 9. Dezember 2007).

## Personenverkehr
In den ersten Jahren fuhren auf der Strecke täglich acht Züge zwischen Amsterdam und Enkhuizen, von denen die Hälfte auf die Fähre nach Stavoren übergingen. Seit den 1950er Jahren fuhren die Züge zwischen Amsterdam und Enkhuizen im Stundentakt, ab den 1960er Jahren bestand zusätzlich eine stündlich angebotene Verbindung zwischen Amsterdam und Purmerend. Zu den Hauptverkehrszeiten bestanden zusätzliche Zugverbindungen zwischen Amsterdam und Hoorn sowie zwischen Alkmaar und Enkhuizen. Ab dem Fahrplanjahr 1970 wurden die Verstärker zwischen Amsterdam und Purmerend bis Hoorn verlängert, während der Verkehrsspitzen darüber hinaus bis Enkhuizen, die Verstärker ab Alkmaar entfielen hingegen. Ab 1986 bestand eine zusätzliche schnelle Verbindung im Berufsverkehr zwischen Hoorn Kersenboogerd und Amsterdam. Die Züge fuhren nur in Lastrichtung und hielten lediglich in Hoorn und Amsterdam Sloterdijk. Teilweise fuhren die Züge darüber hinaus als Stoptrein zwischen Hoorn Kersenboogerd und Enkhuizen.
Seit 1998 wurden die Züge mit dem Stoptrein Amsterdam – Almere Buiten zusammengeführt. Mit der Eröffnung der Hemboog wurde der Stoptrein Hoorn Kersenboogerd – Amsterdam nach Hoofddorp geführt, bis zur Inbetriebnahme von zusätzlichen Bahnsteigen an dieser Verbindungskurve im Dezember 2008 fuhren die Züge in Amsterdam Sloterdijk durch. Gleichzeitig wurde die Stoptrein-Verbindung nach Almere bis Amsterdam CS zurückgezogen. Nach 2008 wurde die Verbindung Hoofddorp – Hoorn Kersenboogerd auf einen Halbstundentakt verdichtet und die Verbindung Amsterdam – Enkhuizen zum Intercity aufgewertet; die Züge halten zwischen Amsterdam Sloterdijk und Hoorn nicht.

## Fahrzeugeinsatz
Bis 1929 waren auf der Strecke ausschließlich mit Dampflokomotiven bespannte Züge anzutreffen. 1933 eröffneten die NS in Hoorn eine Wagenhalle für Verbrennungstriebwagen, die einen Teil der Leistungen übernahmen. Ab den 1950er Jahren bis zur Elektrifizierung 1974 waren die Triebwagen der Baureihe Mat ’40 (Dieselvijf) auf der Strecke im Einsatz, seitdem übernahmen die Triebwagen der Baureihe Mat ’64 (Apenkop) diese Aufgabe. Die Verstärkerzüge wurden meist mit Triebwagen der Baureihe Mat ’46 (Muizeneus) bespannt. Ab 1986 setzte die NS auf den Verstärkerzügen zwischen Amsterdam und Hoorn Kersenboogerd die Wagen des Typs Dubbeldeksmaterieel (DDM) ein, sechs Jahre später auch auf den Stoptrein-Zügen nach Enkhuizen. Einzelne Verstärker übernahm Anfang der 1990er Jahre die Baureihe Mat ’54 (Hondekop), später kamen die Züge des Typs Dubbeldeksaggloregiomaterieel (DD-AR) zum Einsatz. Die Verbindung nach Hoofddorp wurde anfangs mit Dieseltriebwagen, später mit Zügen des Typs DD-AR bedient. Die Intercity-Verbindung Amsterdam – Enkhuizen wird seit 2009 überwiegend mit den Triebzügen des Typs DD-IRM bedient, in der Hauptverkehrszeit verkehren auch Züge der älteren Bauart DDM.